# Uli Sappok
Hans-Ulrich Sappok (* 1960 in Düsseldorf) ist ein deutscher Mediziner sowie Experimental- und Dokumentarfilmer.

## Leben
Sappok studierte ab 1980 Medizin und betrieb als Arzt für Allgemeinmedizin eine Hausarztpraxis in Düsseldorf-Heerdt, ehe er dort 2017 mit der Pflegewissenschaftlerin Sabine Hubbertz-Josat eine Praxis für Mind-Body-Medizin eröffnete. Als Mediziner hatte er auch einen Lehrauftrag an der Heinrich-Heine-Universität Düsseldorf.
Seit 1979 beschäftigte er sich mit dem Super-8-Film, seit 1983 mit Videoarbeiten. 1979/1980 gehörte er zu den Gründern der Künstlergruppe Anarchistische GummiZelle (AGZ). Die Gruppe betrachtete die Herstellung von Filmen als anarchistisches und subversives Werkzeug. Ihre Film-Vorführungen hatten den Charakter einer Performance. In den 1990er Jahren wurde es still um die Gruppe, doch 2002 kam sie wieder zusammen. Ein Jahr später erhielt sie von der Filmstiftung Nordrhein-Westfalen Fördermittel für die Digitalisierung ihrer Werke aus den 1980er und 1990er Jahren. Im Jahr 2006 wurde das Material im Rahmen der Reihe „Nachtfoyer“ der Kunsthalle Düsseldorf in einer Videostation zugänglich gemacht.
In Michael Brynntrups Spielfilm Jesus – Der Film (1986) ist Sappok mit seinem Kopf als Johannes der Täufer vertreten.

## Filme (Auswahl)
- als Gemeinschaftsarbeit in der AGZ: Trailer, 1981, 2 Minuten
- als Gemeinschaftsarbeit in der AGZ: Im Rhenushaus, 1981, 8 Minuten
- als Gemeinschaftsarbeit in der AGZ: Hollywood in Hochfeld, 1981, 6 Minuten
- Gemütszustände einer Apfelsine, 1981, 3 Minuten
- Pilgerstrom, 1982, 5 Minuten
- Deutschlandreise, 1983, 2 Minuten
- Zeemann-Club, 1986
- Der Narrative Film, 1988, 4 Minuten
- Alles um sie herum versinkt ganz, 1990, 5 Minuten
- Deutschlandreise 2, 1991, 4 Minuten
- Malkastenrettung Düsseldorf, 1991–1994, Dokumentation, 1 Stunde und 14 Minuten
- Nichts, 1993, 2 Minuten

## Auszeichnungen
- 1987: Kurzfilm Festival Hamburg, Jurypreis in der Sparte „Video“
- 1989: Internationale Kurzfilmtage Oberhausen, Förderpreis der AG der Filmjournalisten, Preis der Unterzeichner des Oberhausener Manifestes